# Gare de Réaumont - Saint-Cassien
La gare de Réaumont - Saint-Cassien est une gare ferroviaire française de la ligne de Lyon-Perrache à Marseille-Saint-Charles (via Grenoble) située sur le territoire de la commune de Réaumont, à proximité de Saint-Cassien, dans le département de l'Isère, en région Auvergne-Rhône-Alpes.
C'est une halte voyageurs de la Société nationale des chemins de fer français (SNCF), desservie par des trains TER Auvergne-Rhône-Alpes.

## Situation ferroviaire
Établie à 373 mètres d'altitude, la gare de Réaumont - Saint-Cassien est située au point kilométrique (PK) 99,180 de la ligne de Lyon-Perrache à Marseille-Saint-Charles (via Grenoble), entre les gares de Rives et de Voiron.

## Service des voyageurs

### Accueil
Halte SNCF, c'est un point d'arrêt non géré (PANG) à entrée libre.

### Desserte
Réaumont - Saint-Cassien est desservie par les trains TER Auvergne-Rhône-Alpes de la relation de Rives ou Saint-André-le-Gaz à Grenoble ou Grenoble-Universités-Gières ou Chambéry - Challes-les-eaux.

### Intermodalité
Un parc pour les vélos (consignes individuelles en libre accès) et un parking pour les véhicules y sont aménagés.